# Nàng Tô Thị
Tô Thị hay Nàng Tô Thị là một nhân vật trong câu chuyện cổ tích Việt Nam có tên Hòn vọng phu hay "Sự tích hòn vọng phu".

## Hóa tượng nàng Tô Thị
Thời Hậu Lê đời Lê Dụ Tông năm Vĩnh Thịnh thứ 14 (1718) có ông Tán Lý quân vụ họ Tô từ kinh sư đi dẹp giặc đóng quân ở châu Hạ Lang, ông nạp người con gái xã Đồng Loan là Thị Đề làm thiếp. Năm 26 tuổi sinh được một người con gái đặt tên là Tô Thị Huệ người thông mẫn tháo vát lạ thường, nhan sắc tuyệt thế. Đến năm Lê Thuần Tông niên hiệu Long Đức thứ 2 (1733) thì đưa tiến vào làm cung phi, được sủng hạnh yêu quý vô cùng. Được hơn năm, nàng phụng chỉ về quy ninh (thăm quê), đi qua xứ Khâu Lư, Lạng Sơn thì nghe tin vua Lê mất, nàng lên núi hướng về phía kinh thành đứng mãi trông mà hóa đá. Sau dân chúng lập đền thờ ở chân núi Xuân Sơn xã Đồng Loan để phụng tự. Triều Lê phong nàng là Tô Thị Phúc Thần (theo thư tịch cổ Tỉnh Cao Bằng).
Nằm trong quần thể di tích động Tam Thanh thuộc phường Tam Thanh, thành phố Lạng Sơn có núi Tô Thị hay còn gọi là núi Vọng Phu. Trên đỉnh núi có một khối đá tự nhiên hình một người phụ nữ bồng con hướng nhìn về phương xa. Từ xưa tượng đá này đã gắn với truyền thuyết về một người con gái chung thủy đứng chờ chồng đi lính (?). Chờ mãi không thấy chồng về, nàng và con đã hoá thành đá, từ đó người dân gọi đây là tượng Nàng Tô Thị.
Ca dao Việt Nam xưa khi nói về Lạng Sơn có câu:
Đồng Đăng có phố Kỳ Lừa
Có Nàng Tô Thị, có chùa Tam Thanh.
Tuy nhiên, ngày 27/07/1991, tượng đá nàng Tô Thị đã bị sụp đổ, và có hai người bị bắt vì nghi ngờ phá tượng để nung vôi , vì thế mà câu ca dao bị đọc chệch đi:
Đồng Đăng có phố Kì Lừa
Có Nàng Tô Thị, nó vừa nung vôi.
Sau đó, ông Trương Hoàng Phương, giảng viên Khoa Địa lý, trường Đại học Sư phạm Thành phố Hồ Chí Minh, (lúc đó đang học thạc sĩ tại Hà Nội) đã đến hiện trường để nghiên cứu lại vụ việc. Cuối cùng, các kết quả nghiên cứu của ông cho thấy rằng tượng nàng Tô Thị bị sụp đổ là do sự ăn mòn của tự nhiên (cụ thể là hiện tượng karst) chứ không phải do phá hoại. Từ kết quả này cũng suy ra rằng hai nghi phạm bị bắt trong vụ sập tượng đá thật sự là bị oan.
Hiện nay một tượng bằng xi măng đã được dựng lên tại vị trí tượng đá cũ.